# Jugendanwaltschaft
Die Jugendanwaltschaft oder Jugendstaatsanwaltschaft gehört in der Schweiz zu den Strafverfolgungsbehörden. Sie ist zuständig für die Ermittlungen und Durchführung von Strafverfahren bei Jugendlichen im Alter von zehn bis achtzehn Jahren.
Die Jugendanwaltschaft wird in- wie extern häufig als "Juga" abgekürzt.

## Gesetzliche Grundlagen
Strafmündigkeit tritt in der Schweiz mit Vollendung des 10. Lebensjahres ein, Volljährigkeit mit Vollendung des 18. Lebensjahres. Bei einer Straftat eines noch nicht 10-jährigen Kindes kann die Kindesschutzbehörde (KESB) eine Kindesschutzmassnahme anordnen.
Grundlage jeglicher Tätigkeit der Jugendanwaltschaften bilden das Jugendstrafgesetz (JStG) und die Jugendstrafprozessordnung (JStPO) und – soweit anwendbar – das Schweizerische Strafgesetzbuch (StGB) und die Strafprozessordnung (StPO) in Verbindung mit dem Einführungsgesetz zur Schweizerischen Straf- und Jugendstrafprozessordnung (EG-StPO).
Die Errichtung der Jugendanwaltschaften ist Angelegenheit der Kantone (Art. 2, Art. 6 1c JStPO). Dies hat zur Folge, dass in einigen Kantonen eine einzige Jugendanwaltschaft für den ganzen Kanton zuständig ist, in einigen die Jugendanwaltschaft eine Abteilung der Staatsanwaltschaft ist, während im Kanton Zürich die fünf Jugendanwaltschaften der Oberjugendanwaltschaft unterstellt sind, wobei der Oberjugendanwaltschaft gegenüber den Jugendanwaltschaften dieselben Rechte und Kompetenzen zukommen wie der Oberstaatsanwaltschaft gegenüber den Staatsanwaltschaften.

## Aufgaben und Zuständigkeit
Die Jugendanwaltschaft verfolgt und beurteilt die Straftaten von Jugendlichen und hat gem. Art. 21 JStPO folgende Aufgaben:
1. Sie erhebt Anklage vor dem Jugendgericht,
2. kann an der Hauptverhandlung vor dem Jugendgericht und vor der Berufungsinstanz teilnehmen; sie ist dazu verpflichtet, wenn das Gericht sie dazu auffordert,
3. kann gegen Urteile des Jugendgerichts Berufung einlegen,
4. vertritt die Anklage vor der Berufungsinstanz und
5. nimmt jene Aufgaben wahr, welche ihr das kantonale Recht überträgt.

Örtlich zuständig ist sie – im Gegensatz zu den Staatsanwaltschaften im Verfahren gegen Erwachsene – am gewöhnlichen Aufenthaltsort des oder der Jugendlichen. Verfügt eine beschuldigte Person über keinen gewöhnlichen Aufenthalt in der Schweiz, so ist die Jugendanwaltschaft am Ort des Delikts zuständig. 
Während der Untersuchung ist die Jugendanwaltschaft Herrin des Verfahrens. Ihr kommen umfassende Weisungskompetenzen gegenüber der Polizei zu. Anders als in der Strafverfolgung Erwachsener haben weder Übertretungsstrafbehörden noch die Bundesanwaltschaft Kompetenz zur Verfolgung der Straftaten Jugendlicher.
Im Gegensatz zur Staatsanwaltschaft kann die Jugendanwaltschaft auch Untersuchungshaft bis zu sieben Tagen in eigener Kompetenz anordnen. Erst danach ist das Gericht anzurufen. 
Einschneidende Massnahmen wie vorsorgliche Unterbringung, geschlossene Beobachtung etc. können sofern angezeigt angeordnet werden. Im Kanton Zürich geriet die Behörde im Rahmen des sogenannten „Fall Carlos“ unter starke mediale Kritik, insbesondere durch das von der Firma RiesenOggenfuss GmbH durchgeführte Sondersetting.
Zwangsmassnahmen wie Hausdurchsuchung und Vorführung werden bei Notwendigkeit ebenfalls verfügt.
Abweichend zum Erwachsenenstrafrecht ist die Jugendanwaltschaft nicht nur Anklage-, sondern auch Vollzugsbehörde (Art. 21 EG-StPO).

## Verfahren vor der Jugendanwaltschaft
Die Jugendanwaltschaft wird tätig aufgrund einer polizeilichen Verzeigung oder einer Anzeige bei ihr selbst. Sie untersucht dabei, was genau geschehen ist und wie dies rechtlich zu bewerten ist.
Gewöhnlich wird die beschuldigte Person mit Vorladung auf die Jugendanwaltschaft aufgeboten und hat zum vorgeworfenen Tatbestand Stellung zu nehmen. Des Weiteren wird die persönliche Situation des oder der Jugendlichen abgeklärt. Ergeben sich Hinweise auf das Bedürfnis weitergehender Betreuung, verfügt die Jugendanwaltschaft vorsorgliche Massnahmen wie z. B. Psychotherapie, Fremdplatzierung oder Unterbringung in einer Erziehungsanstalt. 
Zumeist wird das Verfahren mit einem Strafbefehl abgeschlossen. Übersteigt die gesetzliche Sanktion die Strafkompetenz der Jugendanwältin oder des Jugendanwalts oder ist eine dauerhafte Unterbringung angezeigt, erhebt die Jugendanwaltschaft Anklage an das Jugendgericht.
Die Jugendanwaltschaften bilden zumeist ein interdisziplinäres Team aus 
- Jugendanwältinnen und Jugendanwälten (Juristen)
- Sozialarbeiterinnen und Sozialarbeitern (Soziale Arbeit)
- Verwaltungssekretärinnen und Verwaltungssekretären (Verwaltungspersonal)